# Константиновское сельское поселение (Ярославская область)
Константи́новское сельское поселение — сельское поселение в Тутаевском районе Ярославской области. Административный центр — посёлок городского типа (рабочий посёлок) Константиновский. Сельское поселение образовано в 2004—2005 годах. В состав поселения входят рабочий посёлок Константиновский и Фоминский сельский округ, объединяющий 29 сельских населённых пунктов. Постоянное население — 8292 чел. (2021). Общая площадь земель — 8353 га.

## География
На северо-востоке граница Константиновского сельского поселения проходит по реке Волге, за которой расположено Левобережное сельское поселение, на севере от Константиновского сельского поселения расположен город Тутаев, на западе — Артемьевское сельское поселение, на юге — Чёбаковское сельское поселение, на востоке — Некрасовское сельское поселение Ярославского района.
С запада на восток через поселение протекает, впадая в Волгу, река Печегда. Также на территории поселения есть несколько более мелких впадающих в Волгу речек и ручьёв.

## Земельный фонд
Общая площадь земель сельского поселения — 8353 га, в том числе жилая зона — 293 га (4-5 этажная застройка — 42 га, индивидуальные жилые дома с приусадебными земельными участками — 252 га), общественно-деловая зона — 16 га, производственная зона — 241 га, зона сельскохозяйственного использования — 3556 га, зона инженерной и транспортной инфраструктур — 1530 га, рекреационная зона — 898 га, кладбища — 21 га, зелёные насаждения общего пользования — 2298 га.
Собственность на землю: федеральная — 1267 га, муниципальная — 1203 га, частная — 5462 га.

## Население
| 2001  | 2002  | 2003  | 2004  | 2005  | 2006  | 2007  |
| ----- | ----- | ----- | ----- | ----- | ----- | ----- |
| 9495  | ↘9220 | ↗9317 | ↘9280 | ↘9277 | ↘9249 | →9249 |
| 2008  | 2010  | 2011  | 2012  | 2013  | 2014  | 2015  |
| ↗9429 | ↘9049 | ↘9032 | ↗9139 | ↗9265 | ↗9343 | ↘9251 |
| 2016  | 2017  | 2018  | 2019  | 2020  | 2021  |       |
| ↘9179 | ↗9220 | ↘9173 | ↘9089 | ↘9003 | ↘8292 |       |

## Состав поселения
Динамика численности населения Константиновского сельского поселения и его населённых пунктов:
| №  | Населённый пункт        | 2001 | 2002 | 2003 | 2004 | 2005 | 2006 | 2007 | 2008 |
| -- | ----------------------- | ---- | ---- | ---- | ---- | ---- | ---- | ---- | ---- |
| 1  | п.г.т. Константиновский | 5983 | 5839 | 5805 | 5784 | 5755 | 5758 | 5749 | 5740 |
| 2  | п. Фоминское            | 2334 | 2223 | 2296 | 2273 | 2253 | 2263 | 2271 | 2272 |
| 3  | д. Аксентьево           | —    | —    | —    | —    | —    | —    | —    | —    |
| 4  | д. Баскачево            | 11   | 14   | 13   | 9    | 10   | 5    | 6    | 4    |
| 5  | д. Белавино             | 8    | 7    | 8    | 8    | 8    | 16   | 20   | 17   |
| 6  | д. Борисовское          | 12   | 7    | 8    | 6    | 11   | 8    | 7    | 10   |
| 7  | д. Брянцево             | 10   | 9    | 14   | 13   | 13   | 9    | 13   | 8    |
| 8  | д. Дорожаево            | 9    | 8    | 6    | 5    | 6    | 2    | 2    | 2    |
| 9  | д. Зарницино            | —    | —    | —    | —    | —    | —    | —    | —    |
| 10 | д. Карачарово           | 1    | 1    | 2    | 2    | 2    | 2    | —    | —    |
| 11 | д. Ковалево             | 14   | 30   | 22   | 21   | 26   | 24   | 23   | 33   |
| 12 | д. Копнинское           | 27   | 32   | 34   | 34   | 35   | 26   | 26   | 34   |
| 13 | д. Коромыслово          | 2    | 3    | 2    | —    | 1    | —    | —    | —    |
| 14 | п. Микляиха             | 957  | 953  | 962  | 970  | 996  | 998  | 1016 | 1035 |
| 15 | д. Михальцево           | —    | —    | —    | 7    | 6    | 6    | 4    | 3    |
| 16 | д. Мотово               | —    | —    | —    | —    | —    | —    | —    | —    |
| 17 | д. Никольское           | 3    | 5    | 4    | 4    | 5    | 3    | 5    | 6    |
| 18 | д. Новое                | —    | —    | —    | —    | 1    | —    | —    | —    |
| 19 | д. Олюнино              | 6    | 3    | 7    | 7    | 6    | 4    | 5    | 3    |
| 20 | д. Павловское           | 52   | 52   | 53   | 56   | 59   | 53   | 55   | 48   |
| 21 | д. Панино               | 19   | 24   | 20   | 19   | 21   | 20   | 36   | 60   |
| 22 | д. Панфилово            | 6    | 9    | 9    | 9    | 10   | 7    | 9    | 6    |
| 23 | д. Пустово              | 9    | 5    | 11   | 11   | 10   | 14   | 17   | 9    |
| 24 | п. ст. Пустово          | 10   | 7    | 14   | 16   | 18   | 13   | 15   | 13   |
| 25 | д. Саблуково            | 1    | —    | 1    | 2    | 4    | 1    | 1    | 3    |
| 26 | д. Фарисеево            | 5    | 6    | 6    | 6    | 7    | 6    | 6    | 4    |
| 27 | д. Федорково            | —    | —    | —    | —    | —    | —    | —    | —    |
| 28 | д. Шишкино              | 2    | 2    | 3    | 3    | 2    | 1    | 2    | 1    |
| 29 | д. Щетино               | 4    | 4    | 5    | 5    | 5    | 4    | 5    | 6    |
| 30 | д. Яковлево             | 10   | 17   | 12   | 10   | 7    | 6    | 7    | 12   |
|    | Итого                   | 9495 | 9220 | 9317 | 9280 | 9277 | 9249 | 9300 | 9429 |

Помимо указанных населённых пунктов на территории поселения расположены дачные посёлки, используемые жителями Ярославля и Тутаева: Восход-1, Восход-2, Восход-6, Луч, Снежинка, Юбилейный.
Возрастная структура: дети до 15 лет — 1213, население в трудоспособном возрасте (мужчины 16-59 лет, женщины 16-54 года) — 5706, население старше трудоспособного возраста — 2510 человек.

## Экономика
Промышленные предприятия: «Ярославский нефтеперерабатывающий завод им. Д. И. Менделеева» в п.г.т. Константиновский, «Ярославская овчинно-меховая фабрика» в п. Микляиха.
Предприятия аграрно-промышленного комплекса: ПФ"Романовская" в п. Фоминское.

## Транспорт

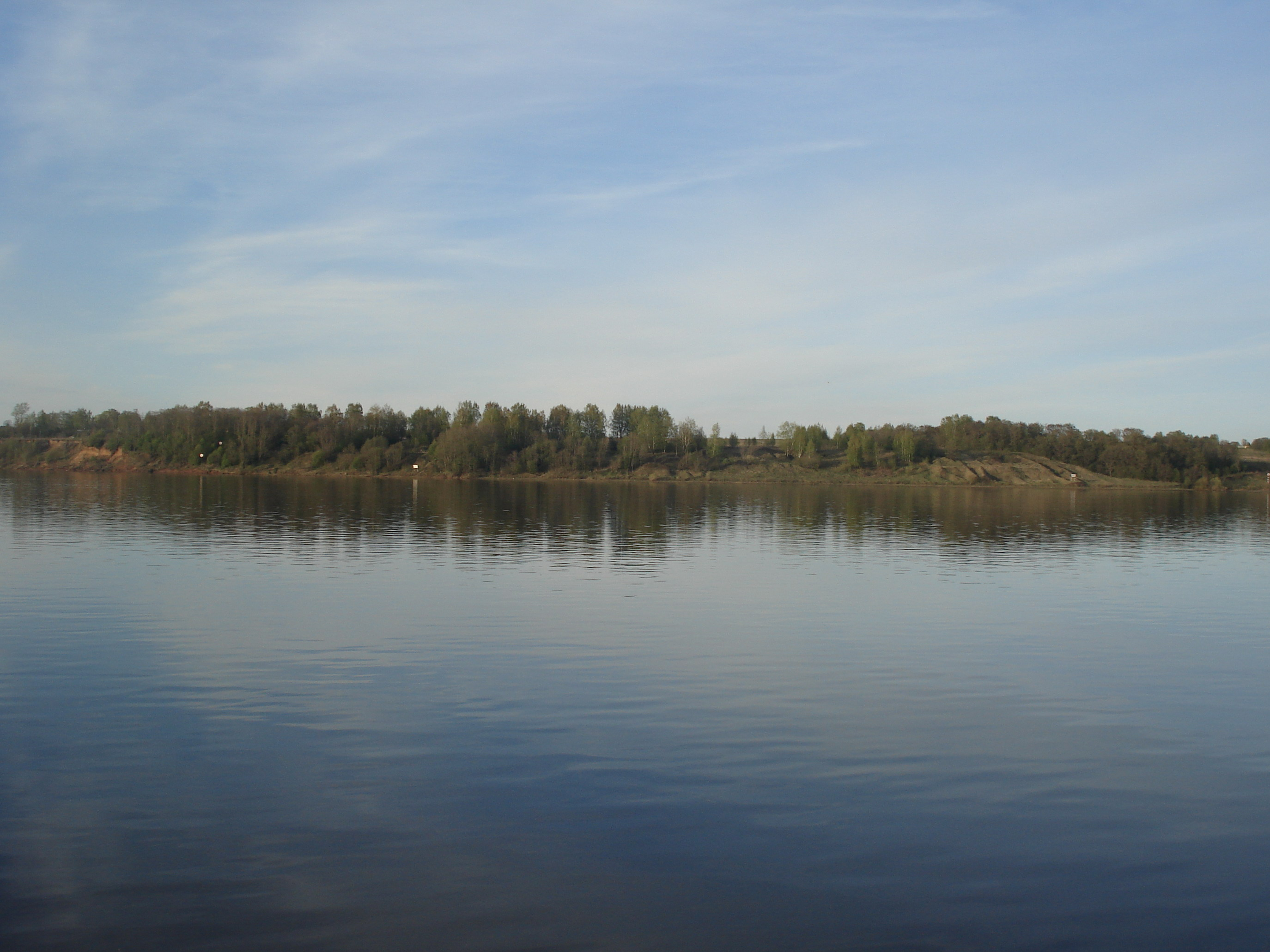
Волга около посёлка Микляиха

Главными транспортными путями поселения являются: водная магистраль — река Волга, являющаяся важнейшей артерией единой глубоководной водно-транспортной системы европейских районов России; автомобильная трасса Р151 Ярославль — Тутаев — Рыбинск. Западнее границ поселения проходит линия Северной железной дороги Ярославль — Рыбинск — Сонково, от которой идёт ветка к Константиновскому.

## Социальная сфера
Средняя обеспеченность населения общей площадью квартир — 23,3 м²/чел.
Объекты социально-культурного и коммунально-бытового обслуживания на 2009 год: дошкольные образовательные учреждения на 428 мест, общеобразовательные школы на 859 мест, внешкольные учреждения на 50 мест, клубы на 985 мест, кинотеатр на 865 мест, библиотека на 36 тысяч томов, спортзалы на 540 м², бассейнов нет, больница на 75 коек, поликлиника на 300 посещений в смену, аптека, 5 автомобилей скорой помощи, магазины на 3122 м², баня на 78 мест, 3 отделения связи, гостиница на 61 место, кладбища 9,65 га.

## Объекты культурного и природного наследия
- Усадьба заводчиков Тихомировых с парком в деревне Калово.
- Усадьба в п.г.т. Константиновский.
- Усадьба в посёлке Фоминское.
- Корпус завода им. Менделеева в п.г.т. Константиновский.
- Фабрика овчинно-меховых изделий в посёлке Микляиха[2].